# Clandestino (album)
Clandestino – debiutancki album studyjny francuskiego muzyka Manu Chao zawierający 16 utworów. Ukazał się nakładem wydawnictwa Virgin w roku 1998. Z płyty pochodzą single Bongo Bong i Clandestino.

## Lista utworów
1. Clandestino
2. Desaparecido
3. Bongo Bong
4. Je Ne T'Aime Plus
5. Mentira...
6. Lagrimas de Oro
7. Mama Call
8. Luna y Sol
9. Por el Suelo
10. Welcome to Tijuana
11. Dia Luna... Dia Pena
12. Malegria
13. La Vie A 2
14. Minha Galera
15. La Despedida
16. El Viento